# Huangshagang (köpinghuvudort i Kina, Jiangxi Sheng, lat 28,32, long 115,37)
Huangshagang är en köpinghuvudort i Kina. Den ligger i provinsen Jiangxi, i den sydöstra delen av landet, omkring 65 kilometer sydväst om provinshuvudstaden Nanchang. Antalet invånare är 30 128. Befolkningen består av 14 247 kvinnor och 15 881 män. Barn under 15 år utgör 23,0 %, vuxna 15-64 år 68 %, och äldre över 65 år 8,0 %.
Runt Huangshagang är det tätbefolkat, med 331 invånare per kvadratkilometer. Närmaste större samhälle är Shinao, 11,2 km nordväst om Huangshagang. Trakten runt Huangshagang består till största delen av jordbruksmark.
Genomsnittlig årsnederbörd är 2 092 millimeter. Den regnigaste månaden är maj, med i genomsnitt 337 mm nederbörd, och den torraste är oktober, med 32 mm nederbörd.